# Volksbund Deutsche Kriegsgräberfürsorge
Le Volksbund Deutsche Kriegsgräberfürsorge e. V., Service pour l’entretien des sépultures militaires allemandes (SESMA), est une association de droit allemand, à visée humanitaire, reconnue d'utilité publique, fondée le 16 décembre 1919. L'association veille à l’entretien des sépultures militaires allemandes de la Première Guerre mondiale et la Seconde Guerre mondiale dans 46 pays. Son siège se situe à Cassel. L'antenne française se trouve à Metz, en Lorraine, depuis 1991.

## Cimetières et monuments pour toutes les victimes de guerre
De même le Volksbund entretient les cimetières et monuments de la période coloniale allemande, de la guerre de 1870/71 et des guerres allemande-danoise de 1848/51 et 1864.
Ces cimetières sont des lieux de mémoire et des places pour apprendre de l'histoire qu'il faut garder la paix. Ils sont pour tous les victimes de la guerre: pour les soldats, les tués du Bombardement aérien, les assassinés de la Shoah et autres persécutés.

## Fondation

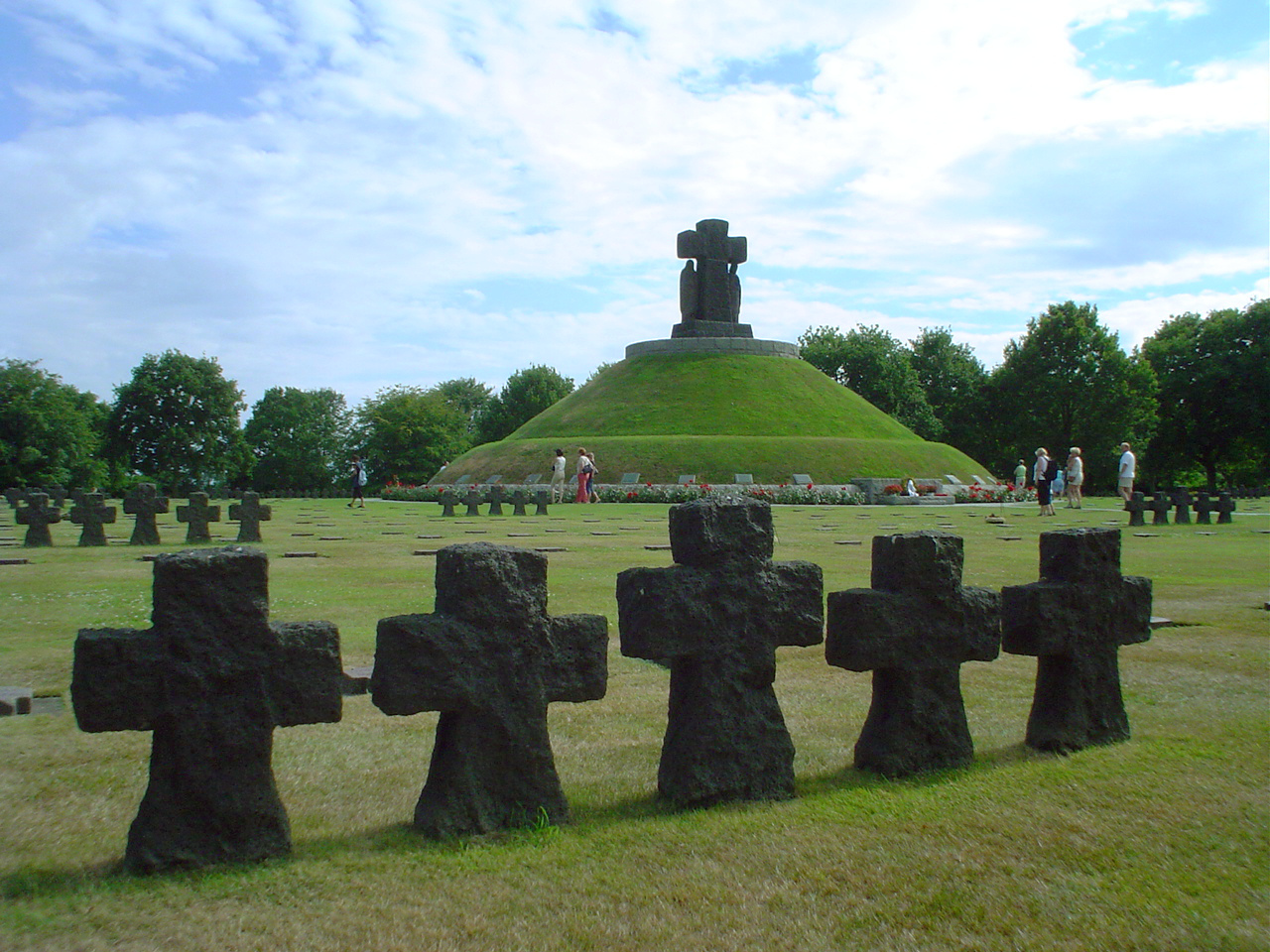
Cimetière militaire de La Cambe.

Le 10 septembre 1919, huit Berlinois s’associent pour prendre en charge les tombes de guerre. Chacun versa 100 mark. Parmi eux, on trouve l'architecte Heinrich Straumer (de), qui s'occupait déjà des tombes dans les derniers moments de la guerre et Siegfried Emmo Eulen (de) qui avait été envoyé en Pologne et en Turquie pendant la guerre pour y construire des cimetières et organiser la prise en charge des tombes de guerre. Une brochure intitulée « Deutsche Kriegsgräberfürsorge » sert de document de travail lors du congrès de fondation le 26 novembre 1919.
Le 16 décembre 1919, le Volksbund Deutsche Kriegsgräberfürsorge est fondé. Son premier président a été le colonel Joseph Koeth (jusqu'en 1923, également Ministre de l’Économie). Le 23 août, Eulen a rédigé le projet des statuts d'une société internationale pour la prise en charge des tombes militaires allemandes. Genève est pressentie pour en être le siège de l'association, afin de faciliter la collaboration avec la Société des Nations, mais le projet n'aboutit pas.
Le gouvernement allemand de l'époque n'est, ni politiquement, ni économiquement, en mesure de s'occuper des tombes des soldats tombés hors des frontières de l'Empire allemand. Ces derniers doivent être abandonnés à leur destin. Les soldats survivants et d'autres citoyens cherchent d'autres moyens pour changer cet état de fait jugé intolérable par la majorité. Pour la prise en charge des tombes de guerre à l'étranger, quelques organisations se sont alors créées en Allemagne à cette époque. Elles s'occupent de préserver les tombes et de communiquer des renseignements aux proches des disparus. Ainsi, il y a en Bavière depuis le 14 septembre le « Deutsche Kriegsgräber-Schutzbund », à Brunswick le « Verein zur Erforschung und Erhaltung Deutscher Kriegsgräber e. V. », à Salzwedel la « Deutsche Kriegsgräber-Interessenten-Vereinigung » et à  Hagen le "Bund Heimatdank". Le Volksbund commence à s'animer.

## Membres et organisation

### Membres
L'association s'occupe de 2,8 millions de morts des guerres sur 832 cimetières dans 46 pays.  
En 2019, le Volksbund comptait 82 030 adhérents payants au total : 81 146 d'Allemagne et 884 d'autres pays. Le nombre des donateurs en 2019 était de 208 103. Le nombre des décès des membres dépasse celui des nouveaux adhérents.

### Organisation actuelle

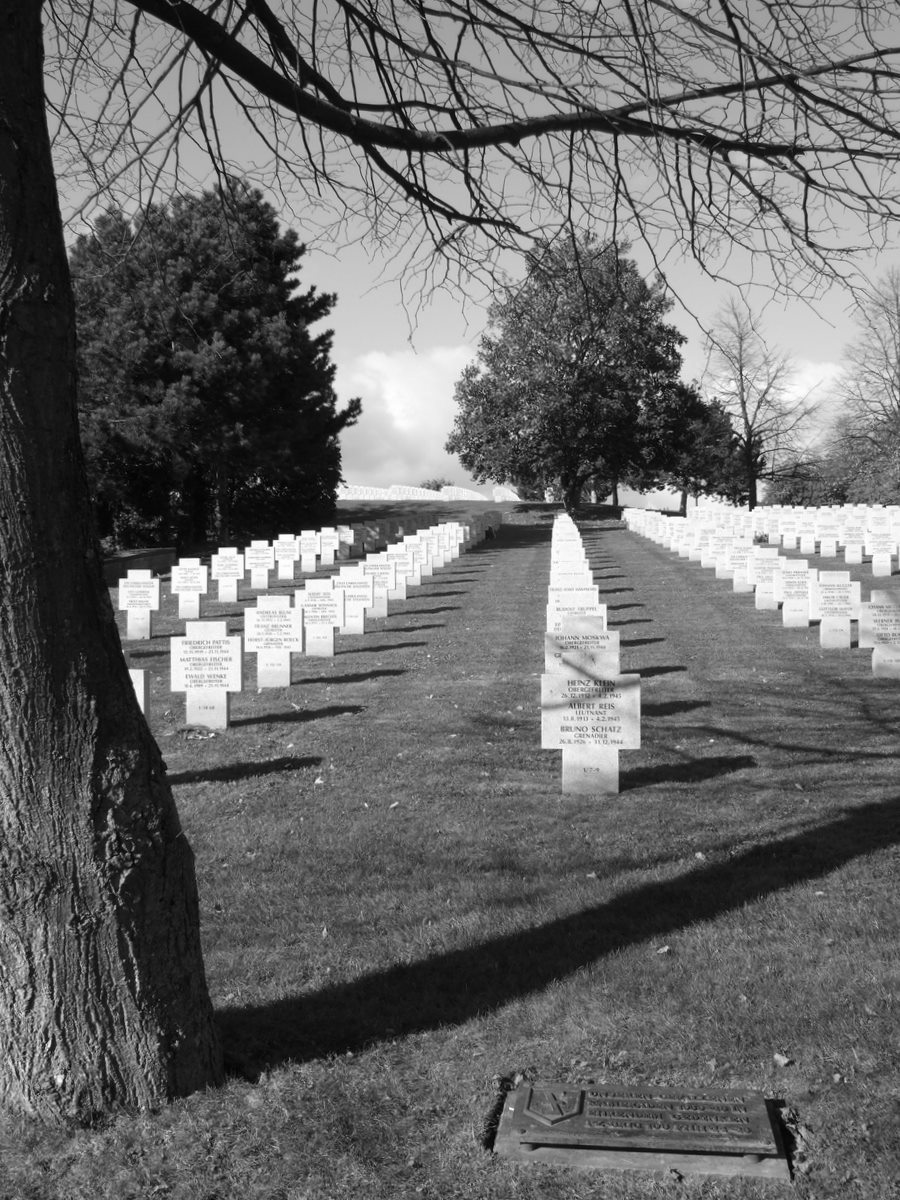
Cimetière militaire de Bergheim.

Le siège du Volksbund se trouve à Cassel en Allemagne. Le président fédéral allemand est président d'honneur du Volksbund. Depuis l'an 2016, Wolfgang Schneiderhan, le président du Volkbund (Präsident des Volksbundes) dirige ses collègues du Bundesvorstand selon les décisions tenues. Le travail quotidien du Volksbund est réalisé par son sécretaire général (Generalsekretär). L'assemblée des membres (Mitgliederversammlung) dans le sens des règles des associations se nomme Bundesvertretertag.
Dans chaque Land, se trouve une fédération régionale (Landesverband), qui elle-même se subdivise en différentes sections avec des branches jusqu'au niveau des communes. Dans les Landesverbände il y a des cercles de jeunes (Jugendarbeitskreise - JAK) qui se préoccupent du soin des tombes et de l'organisation du travail de jeunes sur les cimetières.
L'organisation jumelle autrichienne est la Österreichisches Schwarzes Kreuz.

### Financement
Les 51,784 millions Euro de dépenses du Volksbundes en 2019 étaient financés de presque deux tiers par les membres, donateurs, communes, Églises, écoles, donations après la mort, amendes et des collectes. Un tiers des dépenses était financé par le gouvernement pour les cimetières à l'étranger et par les lands (Allemagne) pour les cimetières en Allemagne et les camps de jeunesse. En 2001 la fondation  Gedenken und Frieden était inaugurée. Les rendements servent pour garder le capital et pour financer des projets.
Le Volksbund travaille dans le sens de la République féderale d'Allemagne et est parmi d'autres financé par l'Office des Affaires étrangères.

## Actions

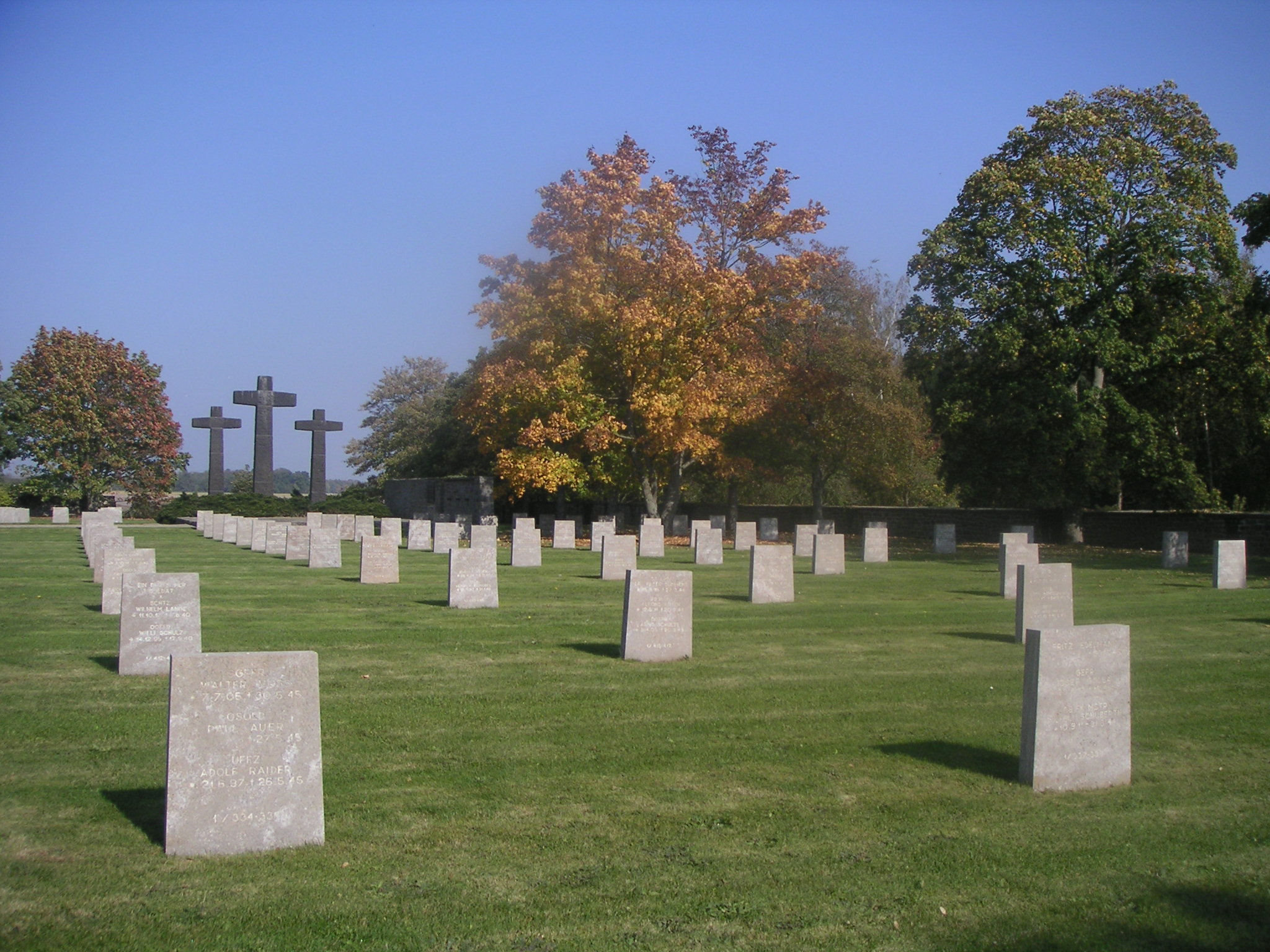
Cimetière militaire de Solers.

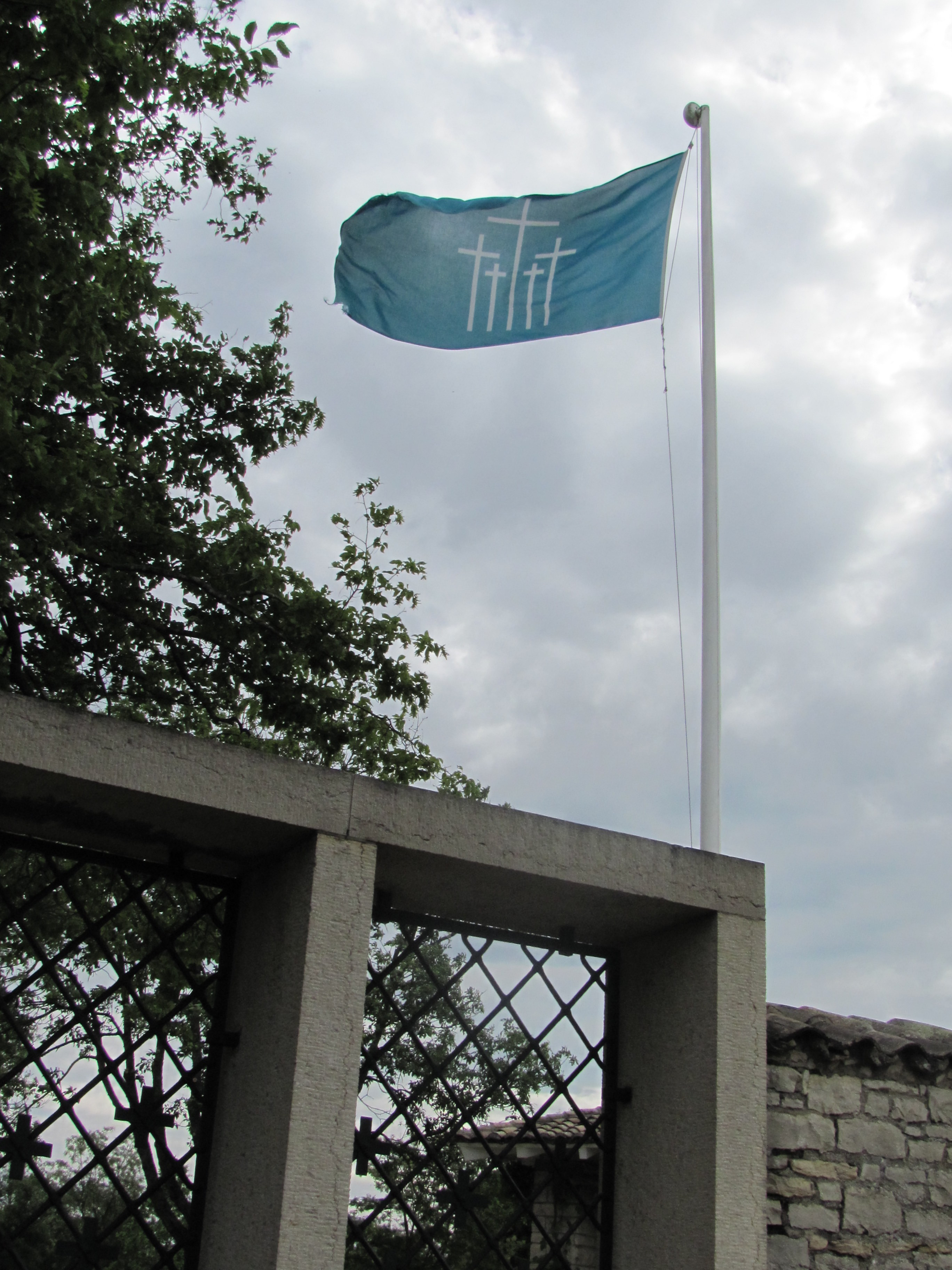
Le drapeau du Volksbund Deutsche Kriegsgräberfürsorge au cimetière militaire allemand de Dagneux.

Hormis les obligations statutaires d'honorer la mémoire des victimes de guerre et de la violence, de préserver la paix entre les peuples et de faire observer les Droits de l'homme, le Volksbund remplit d'autres missions :
- Construction et conservation des nécropoles militaires à l'étranger par commission du gouvernement allemand.
- Enregistrement des victimes de guerre allemandes et de leurs tombes à l'étranger (Gräbernachweis) — Recherche des tombes de guerre, informations et encadrement des familles.

L'association aide à la recherche des tombes et à la recherche des parcours militaires. Il y a ainsi la possibilité de rechercher la trace d'un parent - précisément le lieu d'inhumation - dans une base de données constamment mise à jour. Il est également possible de faire une demande de recherche de tombe auprès du Volksbund. Pour cela, le Volksbund travaille en collaboration avec les Archives fédérales (Allemagne) auxquelles est intégrée la Deutsche Dienststelle (WASt), autrefois dénommée Wehrmachtsauskunftstelle für Kriegerverluste und Kriegsgefangene - WASt et dispose donc des bases de données de cette dernière. La Dienststelle conserve les données et les numéros d'identification des soldats engagés lors de la Seconde Guerre mondiale. Le Volksbund coopère avec d'autres services de recherche comme la Croix Rouge,.
- Collaboration internationale dans tout ce qui touche la prise en charge des tombes de guerre.
- Organisation d'une journée de deuil ou concours à ce dernier.
- Travaux pédagogiques ayant pour thème la paix dans les écoles et autres instituts de formation.
- Encouragement des rencontres internationales de la jeunesse.
- Information en ce qui concerne la prise en charge des tombes de guerre.

## Recherche des soldats tombés

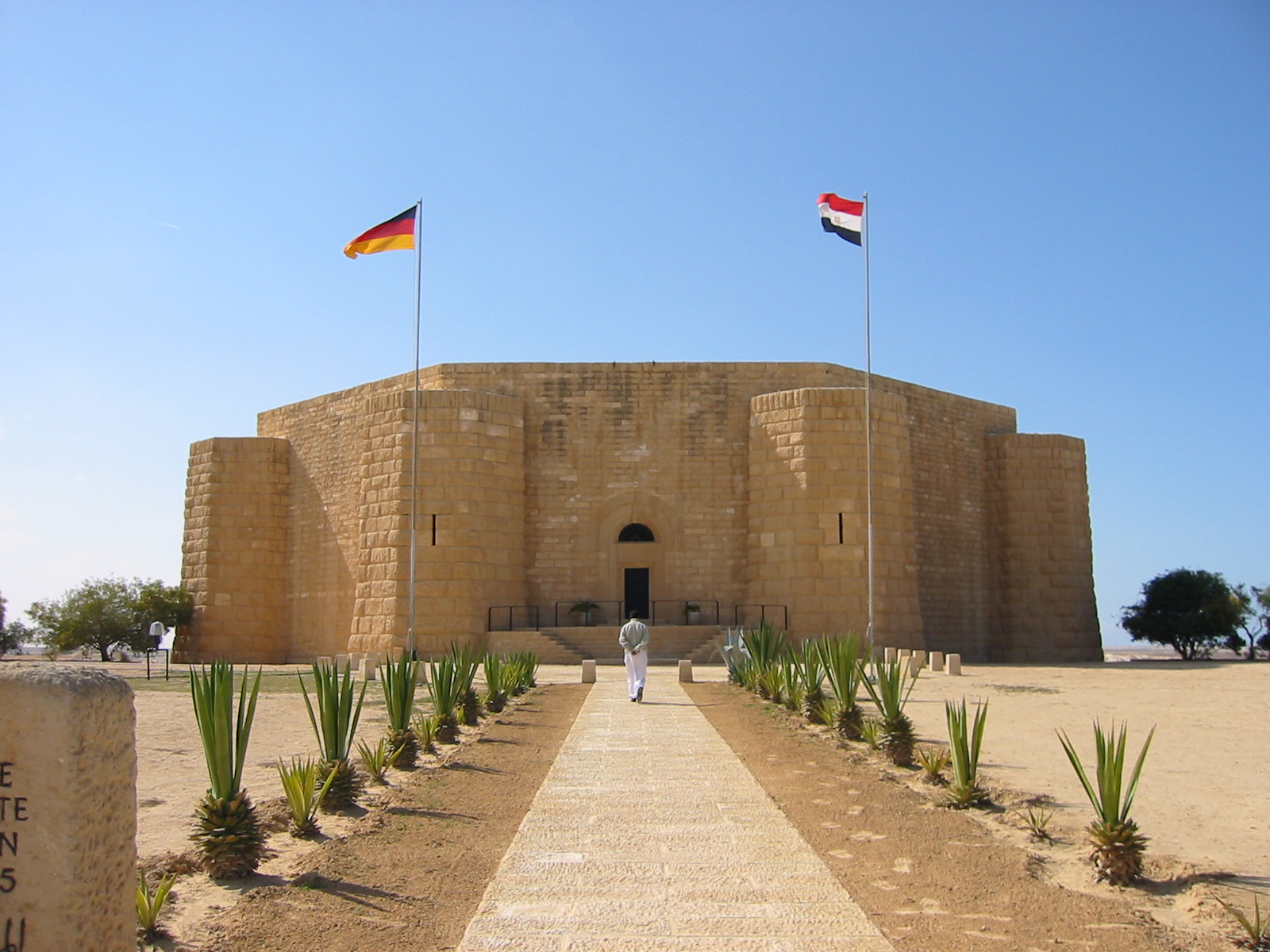
El-Alamein.

C'est ainsi que le Volksbund met en ligne depuis quelques années ses banques de données à disposition sur Internet. En 2019, 4,8  millions de soldats tombés ou disparus sont comptabilisés selon les indications du Volksbund. Il s'agit en grande partie de militaires de l'armée allemande qui sont décédés lors de la Première et de la Seconde Guerre mondiale. Le fichier s'est considérablement agrandi depuis la première publication. La recherche en direct (Gräbersuche online) est possible par prénom, nom et date de naissance,.
La collaboration avec la Deutsche Dienststelle de Berlin a été précieuse. Dans leurs bases de données, on peut également trouver des civils, victimes des bombardements, prisonniers de guerre et prisonniers civils, mais également des membres de la Wehrmacht décédés avant la Seconde Guerre mondiale.

## Présentation et appréciation

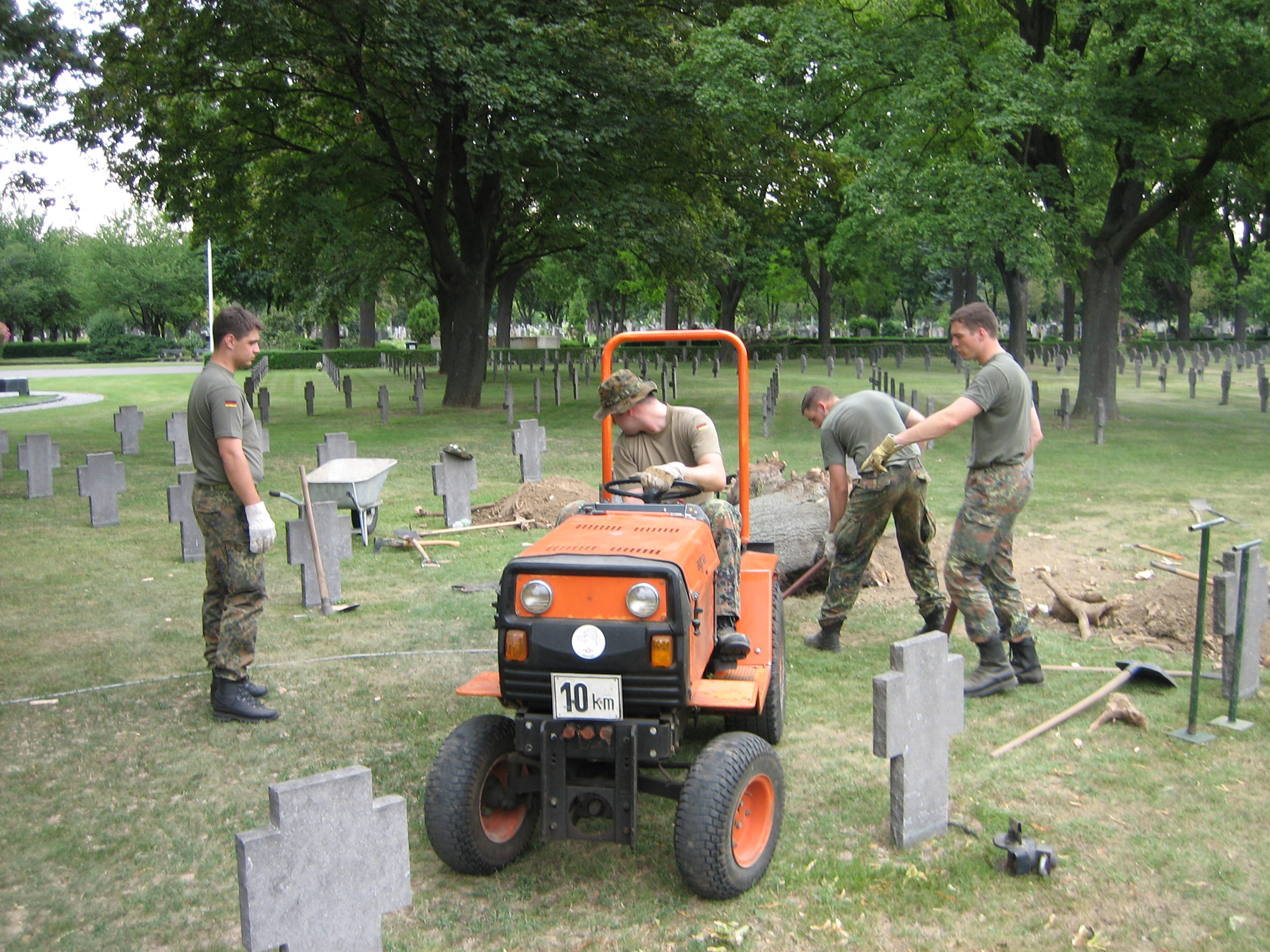

Bien que le Volksbund travaille sous la devise Versöhnung über den Gräbern - Arbeit für den Frieden, « Réconciliation par delà les tombes - Travail pour la paix », il est considéré par une partie de la population comme ne faisant aucunement partie d'un mouvement de paix. Les fondateurs du Volksbund, et ceux qui furent les premiers à y adhérer, étaient pour la plupart des soldats de la Première Guerre mondiale. Aujourd'hui encore, l'association entretient des relations étroites avec la Bundeswehr, l'armée actuelle de l'Allemagne fédérale, qui aide par des volontaires à maintenir la structure de quelques cimetières. 
Pour les familles des tués, il pesait lourd de ne pas connaître le sort et le lieu de mort de leurs proches — elles appréciaient donc les efforts du Volksbund de donner clareté à leurs vies. Les membres sont relativement âgés et beaucoup appartiennent à la génération de la Seconde Guerre mondiale. Les cimetières avec tant de décédés prématurément invitent les descendants de vivre en paix. Néanmoins certains, qui se considèrent comme pacifistes et anti-militaristes, prennent leurs distances vis-à-vis du Volksbund.

## Organisations respectives outre-Allemagne
Avec le développement d'internet, la tendance est à la communication des données sur les victimes de guerre au grand public — surtout des deux conflits mondiaux. C'est ainsi que l'on trouve par exemple aujourd'hui des informations sur les soldats britanniques et français et une partie des soldats américains tombés lors des guerres mondiales. Au Royaume-Uni et aux États-Unis, les organisations responsables respectives sont : la Commonwealth War Graves Commission et l'American Battle Monuments Commission ; en France, c'est le ministère de la Défense.

## Liste des cimetières militaires allemands

### Recherche des cimetières
Le Volksbund a assemblé un registre des cimetières militaires allemands. Pour chaque cimetière est indiqué le lieu géographique, l'itinéraire, le nombre des soldats décédés, les évènements militaires et l'architecture du cimetière.

### Liste de cimetières militaires allemands en France par département

#### Aisne
- Cimetière militaire allemand de Belleau
- Cimetière militaire allemand de Champs
- Cimetière militaire allemand de Chauny
- Cimetière militaire allemand de Cerny-en-Laonnois
- Cimetière militaire allemand de Crécy-au-Mont
- Cimetière militaire allemand de Flavigny-le-Petit
- Cimetière militaire allemand de Fourdrain
- Cimetière militaire allemand d'Hirson
- Cimetière militaire allemand du Champ de manœuvre  Laon
- Cimetière militaire allemand de Bousson  Laon
- Cimetière militaire allemand du Sourd   Lemé
- Cimetière militaire allemand de Loupeigne
- Cimetière militaire allemand de Maissemy
- Cimetière militaire allemand de Mons-en-Laonnois
- Cimetière militaire allemand de Montaigu
- Cimetière militaire allemand d'Origny-Sainte-Benoite
- Cimetière militaire allemand de Parcy-et-Tigny
- Cimetière militaire allemand de Saint-Quentin
- Cimetière militaire allemand de Sissonne
- Cimetière militaire allemand de Soupir
- Cimetière militaire allemand de Vauxbuin
- Cimetière militaire allemand de Veslud
- Cimetière militaire allemand de Viry-Noureuil

#### Ardennes
- Cimetière militaire allemand de Saint-Étienne-à-Arnes

#### Calvados
- Cimetière militaire allemand de La Cambe

#### Eure
- Cimetière militaire allemand de Champigny-Saint-André

#### Meurthe-et-moselle
- Cimetière militaire allemand d'Andilly

#### Charente-Maritime
- Cimetière militaire allemand de Berneuil

#### Manche
- Mausolée du Mont d'Huisnes

#### Meuse
- Cimetière militaire allemand de Cheppy

#### Nord
- Cimetière militaire allemand d'Annœullin
- Cimetière militaire allemand de Bouchain
- Cimetière militaire allemand de Cambrai
- Cimetière militaire allemand du Cateau-Cambrésis
- Cimetière militaire allemand de Caudry
- Cimetière militaire allemand de Férin
- Cimetière militaire allemand de Selvigny
- Cimetière militaire allemand de Wervicq-Sud
- Cimetière militaire allemand de Wicres Village
- Cimetière militaire allemand de Wicres (Route de La Bassée)

#### Pas-de-Calais
- Cimetière militaire allemand de Billy-Montigny
- Cimetière militaire allemand de Courrières
- Cimetière militaire allemand de Dourges
- Cimetière militaire allemand de Lens-Sallaumines
- Cimetière militaire allemand de Meurchin
- Cimetière militaire allemand de Rumaucourt
- Cimetière militaire allemand de Sailly-sur-la-Lys
- Cimetière militaire allemand de Saint-Laurent-Blangy

#### Somme
- Cimetière militaire allemand d'Andechy
- Cimetière militaire allemand de Béthencourt-sur-Somme
- Cimetière militaire allemand de Bray-sur-Somme
- Cimetière militaire allemand de Caix
- Monument allemand de Chaulnes
- Monument allemand de Flaucourt
- Cimetière militaire allemand de Fricourt
- Cimetière militaire allemand de Manicourt
- Cimetière militaire allemand de Muille-Villette
- Cimetière militaire allemand de Montdidier
- Cimetière militaire allemand de Morisel
- Cimetière militaire allemand de Proyart
- Cimetière militaire allemand de Rancourt
- Cimetière militaire allemand de Roye
- Cimetière militaire allemand de Vermandovillers

- Cimetière militaire allemand de Niederbronn-les-Bains, Bas-Rhin[12]
- Cimetière militaire allemand de Pornichet, dans la Loire-Atlantique
- Cimetière militaire allemand de Mont-de-Marsan, dans les Landes
- Nécropole du Tunnel de Winterberg, inauguration prévue au printemps 2025[13]